# Haplophragmoides
Haplophragmoides es un género de foraminífero bentónico de la familia Haplophragmoididae, de la superfamilia Lituoloidea, del suborden Lituolina y del orden Lituolida. Su especie tipo es Nonionina canariensis. Su rango cronoestratigráfico abarca desde el Cretácico hasta la Actualidad.

## Discusión
Clasificaciones previas incluían Haplophragmoides en el suborden Textulariina del orden Textulariida, o en el orden Lituolida sin diferenciar el suborden Lituolina.

## Clasificación
Se han descrito numerosas especies de Haplophragmoides. Entre las especies más interesantes o más conocidas destacan:
- Haplophragmoides arenatus
- Haplophragmoides canariensis
- Haplophragmoides eggeri
- Haplophragmoides kirki
- Haplophragmoides suborbicularis
- Haplophragmoides topagorukensis

Un listado completo de las especies descritas en el género Haplophragmoides puede verse en el siguiente anexo.